# Michał Żewłakow
Michał Żewłakow, född 22 april 1976 i Warszawa, är en polsk före detta fotbollsspelare. Han är den meste landslagsspelaren för Polens landslag med 102 landskamper. Hans tvillingbror, Marcin, har även han spelat för det polska landslaget.

## Karriär
Michał Żewłakow kom till Polonia Warszawa 1990 och gjorde debut under säsongen 1993/94. 1998 gick han tillsammans med sin bror Marcin till belgiska Beveren. Efter en säsong skrev han på för Mouscron där han var med och förde klubben till final i den Belgiska cupen 2002. När Żewłakows tränare i Mouscron tog över Anderlecht så värvades han dit och fick där vinna Jupiler League 2004 och 2006.
Sommaren 2006 gick Żewłakow till grekiska Olympiakos, där han vann den Grekiska Superligan tre år i rad.
16 juni 2010 skrev Żewłakow på för MKE Ankaragücü där han spelade en säsong. Han vände under sommaren 2011 hem till Polen för spel med Legia Warszawa där han avslutade sin karriär 2013.
För det polska landslaget så spelade Żewłakow 102 landskamper och gjorde 3 mål. Han var med i VM 2002 och VM 2006.

## Meriter
Anderlecht
- Jupiler League: 2004, 2006

Olympiakos
- Grekiska Superligan: 2007, 2008, 2009
- Grekiska cupen: 2008, 2009
- Grekiska supercupen: 2007

Legia Warszawa
- Ekstraklasa: 2013
- Polska cupen: 2012, 2013